# Shrek!
Shrek! är en bilderbok skriven och illustrerad 1990 av William Steig om ett ungt troll som finner sina drömmars prinsessa (även hon ett troll) när han lämnar sitt sumpiga barndomshem för att gå ut och se världen. Namnet "Shrek" härstammar från ordet "Schreck" / "Shreck" som på tyska och på jiddisch ordagrant betyder "rädsla, skräck" och motsvarar svenskans "skräck". Boken låg till grund för den populära animerade filmen Shrek som kom över ett decennium efter bokens utgivning.